# ホンダカーズ神奈川中
ホンダカーズ神奈川中株式会社（ホンダカーズかながわなか）は、神奈川県川崎市中原区に本社を置き、Honda Cars店、Honda Cars・U-Selectを展開するホンダ系自動車ディーラーである。
神奈川県内に新車・中古車の販売店舗を展開している。

## 沿革
- 1971年1月 - ホンダオート神奈川株式会社として設立。

- 1985年3月 - プリモ店として、ホンダプリモ横浜南に改称。
- 2006年3月 - 四輪販売チャンネル統合によりHonda Cars店として、HondaCars横浜南に改称。
- 2013年8月 - 株式会社安全ホンダ神奈川（HondaCars川崎中央）と経営統合し、ホンダカーズ神奈川中株式会社（HondaCars神奈川中）に改称[3]。
- 2020年12月 - イタリアン・トマト CafeJr. 西友二俣川店を事業承継し、外食事業を開始。
- 2023年2月 - 株式会社ホンダプリモ神奈川南（HondaCars神奈川南）と経営統合[4]。
- 2024年7月 - 株式会社ホンダプリモ旭（HondaCars旭）と経営統合。

### 株式会社ホンダソーラー神奈川中
- 1967年7月 - 株式会社安全モーター神奈川設立
- (時期不明) - 株式会社安全ホンダ神奈川へ社名変更
- 1985年3月 - プリモ店として、ホンダプリモ安全に改称。
- 2006年3月 - 四輪販売チャンネル統合によりHonda Cars店として、株式会社ホンダカーズ川崎中央（HondaCars川崎中央）に改称。
- 2013年8月 - ホンダオート神奈川株式会社と事業統合。自動車部門を譲渡し、太陽光事業と不動産業に特化する。社名を株式会社ホンダソーラー神奈川中へ変更。

### 株式会社ホンダプリモ神奈川南
- 1960年 - アジア自動車設立
- 1973年 - 有限会社アジアホンダ販売に商号変更
- 1985年 - 株式会社アジアホンダ販売に商号変更
- 1985年3月 - プリモ店として、ホンダプリモ平塚に屋号改称
- 2005年11月 - 株式会社ホンダプリモ神奈川南に商号変更、ホンダプリモ神奈川南に屋号変更
- 2006年3月 - 四輪販売チャンネル統合によりHonda Cars店として、HondaCars神奈川南に屋号変更
- 2023年2月1日 - ホンダカーズ神奈川中株式会社に合併し解散

### 株式会社ホンダプリモ旭
- 1971年5月 - 設立
- 2024年7月1日 - ホンダカーズ神奈川中株式会社に合併し解散

## キャンピングカー
軽キャンピングカーを中心にオリジナルキャンパーの企画も行っている。横浜キャンピングカーショー2022や第44回 関東キャンピングカー商談会などに手掛けた車を出展している。
車内でのテレワークを行うデスクをホンダアクセスと企画し、独占販売している。